# プジョー・907
907（Peugeot 907 ）は、フランスの自動車メーカープジョーが2004年に発表したコンセプトカーである。

## 概要
2004年のパリサロンに出展された2シーターGT。607のV型6気筒エンジンを2基結合したV型12気筒エンジンをフロントミッドシップに縦置き搭載し、最高出力500 PSを発生する。6速のトランスミッションはリアアクスル直前に縦置きされ、駆動方式は後輪駆動（FR）である。ボディモノコックはカーボンファイバー製。インテリアはアルカンターラを基調に、ウッドのステアリングとシフトノブが装着される。
907はプジョーの高級GTカー市場への参入を示唆するものともいわれたが、市販には至らなかった。現在はフランス・モンベリアルのプジョーミュージアムに保管展示されている。